# Inmigración india en Chile
La inmigración india en Chile se refiere al movimiento migratorio desde la India hacia la República de Chile. La colonia india es relativamente pequeña en comparación a otras de origen asiático en el país. En un sentido étnico, la mayoría desciende del pueblo sindi.

## Historia
La llegada de los primeros indios al actual territorio chileno no fue hasta posterior a la independencia de Chile, siendo casi nulo el movimiento migratorio desde el actual territorio indio durante el Chile colonial. Fueron dos las oleadas migratorias que conforman la actual diáspora india en la nación sudamericana: el primero surgido a comienzos del siglo XX, principalmente a Punta Arenas, en la Patagonia chilena. Entre ellos destacó Bhojraj Hotchand Nandwani, quien se estableció desde el Raj británico en la ciudad puerto chilena y se dedicó al comercio de mercancías indias en toda la Patagonia y las Islas Malvinas (Falklands), convirtiéndose en el patriarca de la familia Nandwani en Chile. Debido a la inmigración británica en la zona, a los indios les fue menos difícil la interacción y la integración social pese a las grandes diferencias culturales y la heterogeneidad lingüística y étnica, puesto a que ambos provenían de dependencias del Imperio británico y podían tener dominio en el idioma inglés, lo que facilitaba la comunicación. En aquella época, el estrecho de Magallanes era una ruta marítima de gran importancia hasta la apertura del canal de Panamá, por lo que despertó el interés estratégico de los indios. Se tiene registro de otros grupos pequeños de indios que emigraron al Norte de Chile, particularmente a Antofagasta, para dedicarse a labores de minería y agrícolas, por lo general llevados por compañías de origen británico.
Un segundo grupo de indios se asentó en Chile en la década de 1980, la mayoría en Santiago de Chile, atraídos por el intercambio comercial y algunos profesionales, especialmente ingenieros, quienes fueron contratados por empresas chilenas por su experticie en algunas áreas, como en la de tecnologías de la información y la comunicación (ITC). 
En 2008, el empresario chileno-indio, Sergio Nandwani, adquirió el Palacio Hindustán  — construido para Giovanni Battista Moggia —, ubicado en el Barrio República, en Santiago Centro, con el fin de convertirlo en un centro cultural que difunda y promueva la cultura de India.

## Religión

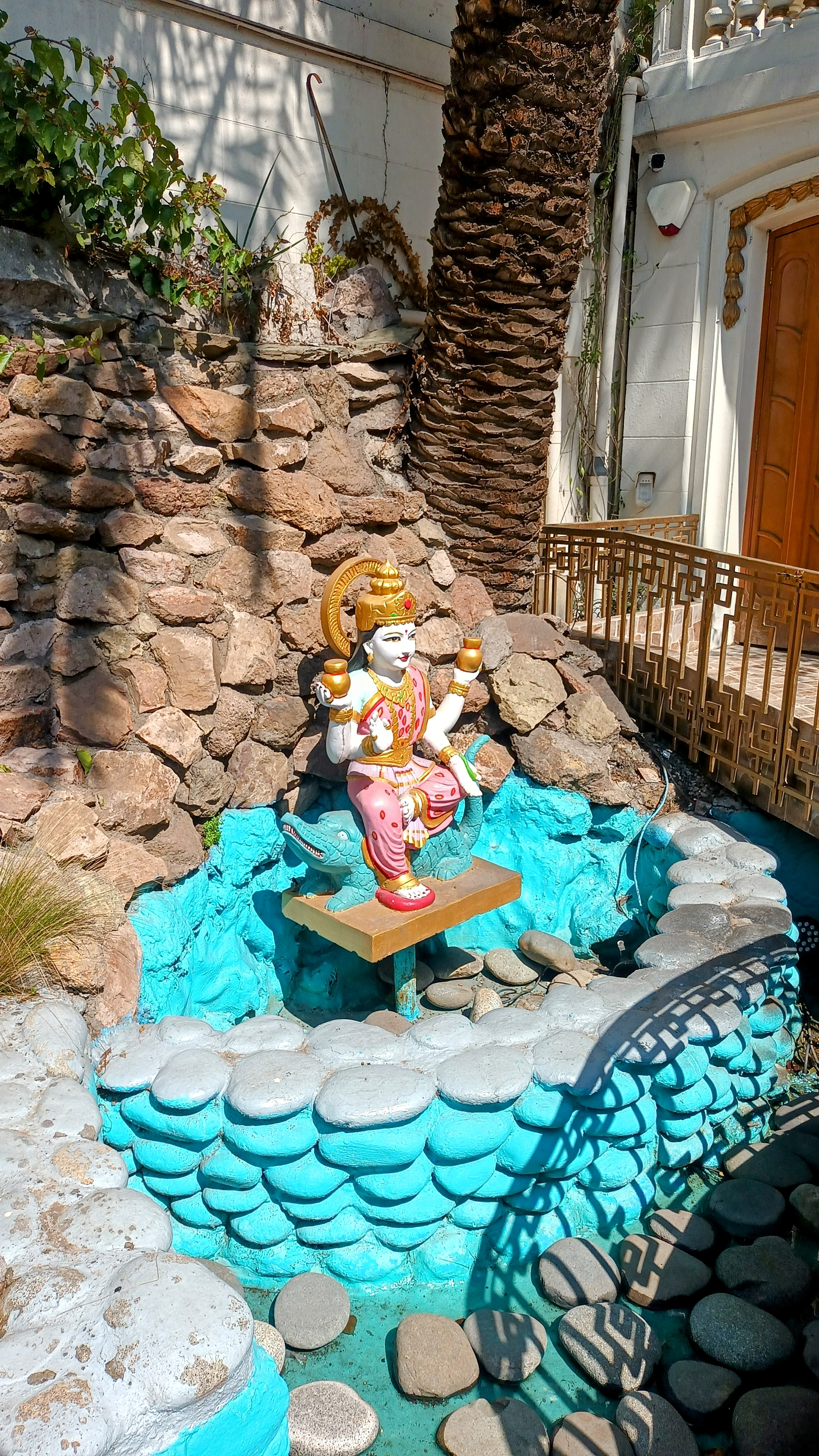
Fuente de agua con escultura de la Diosa Lakshmi en el Palacio Hindustán, Santiago Centro

La religión mayoritaria de los indios en Chile es el hinduismo, una religión minoritaria en todo el continente americano. Pese a la larga data de la existencia de una comunidad india residente y de sus descendientes, no fue hasta agosto de 2002 cuando fue inaugurado el primer templo hinduista en el país: el Centro Cultural y Templo Hindú de Punta Arenas, el cual además se convirtió en el mandir más austral del mundo. Asimismo, en 2016 el sijismo (Sikh Dharma) logró reconocimiento oficial del Estado chileno, en base al principio y derecho de libertad de culto que se encuentra garantizado en la Constitución chilena.

## Personas destacadas
- Jennifer Mayani, actriz chileno-india de Bollywood.